# Meslin
Meslin település Franciaországban, Côtes-d’Armor megyében. Lakosainak száma 915 fő (2018. január 1.). Meslin Bréhand, Coëtmieux, Lamballe, Landéhen, Pommeret és Quessoy községekkel határos.

## Népesség
A település népességének változása:
| Lakosok száma | 594  | 571  | 566  | 655  | 700  | 922  | 1022 | 995  | 978  | 915  |
|               | 1962 | 1968 | 1982 | 1990 | 1999 | 2008 | 2011 | 2013 | 2017 | 2018 |